# Cicindela punctulata
Cicindela punctulata är en skalbaggsart som beskrevs av Olivier 1790. Cicindela punctulata ingår i släktet Cicindela och familjen jordlöpare.

## Underarter
Arten delas in i följande underarter:
- C. p. chihuahuae
- C. p. punctulata